# Libriferar

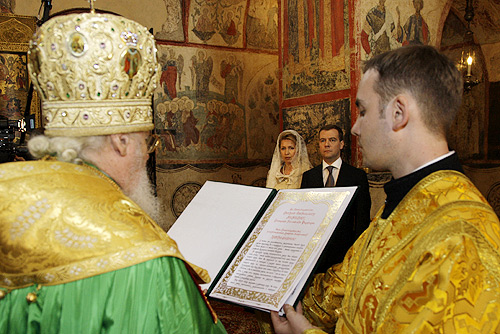
Buchdienst in der orthodoxen Kirche

Der Libriferar oder auch Librifer (lat. liber ‚Buch‘ und ferre ‚tragen‘, im Deutschen als „Buchdienst“ bezeichnet) ist in der katholischen Liturgie ein Ministrant, der in der Feier des Gottesdienstes für die Bereithaltung der notwendigen Bücher zuständig ist. Der Libriferar hat darauf zu achten, dass dem Zelebranten des Gottesdienstes die richtigen Bücher zur rechten Zeit zur Verfügung stehen. Er hält dem Zelebranten das Buch vor, damit dieser in Orantenhaltung beten kann – beispielsweise beim Tagesgebet und Schlussgebet der Heiligen Messe, bei Weihehandlungen oder bei der Spendung von Sakramenten und Sakramentalien die Hände frei hat. Der Libriferar sorgt dafür, dass das jeweilige Buch an der richtigen Stelle aufgeschlagen oder markiert ist. Bei Prozessionen besorgt der Libriferar auch das Tragen und Wiederanreichen der liturgischen Bücher.